# Покојишче
Покојишче (словен. Pokojišče) је насељено место у општини Врхника, Средњесловенска регија, Словенија.

## Историја
До територијалне реорганизације у Словенији било је у саставу старе општине Врхника.

## Становништво
У попису становништва из 2011. године, Покојишче је имало 38 становника.
| Број становника према пописима | Број становника према пописима | Број становника према пописима |
| ------------------------------ | ------------------------------ | ------------------------------ |
| 1991                           | 2002                           | 2011                           |
| 29                             | 31                             | 38                             |

Напомена: Године 2010. повећано за део насеља Добец (Церкница, Приморско-нотрањска регија).